# Rudolf VI. Bádenský
Rudolf VI. Bádenský (zemřel 21. března 1372) byl v letech 1353 až 1372 bádenským markrabětem a hrabětem z Ebersteinu.

## Život
Byl synem Fridricha III. Bádenského a Markéty Bádenské. V roce 1361 bylo pod Rudolfovou vládou sjednoceno Bádensko, neboť ostatní větve rodu vymřely. Za jeho vlády byla bádenská markrabata poprvé uznána jako princeps regni (Reichsfürst).

## Rodina a potomci
Se svou manželkou Matyldou ze Sponheimu, dcerou Jana III. ze Sponheimu, měl několik dětí:
1. Bernard I. Bádenský
2. Rudolf VII. Bádenský
3. Matylda